# 垂枝藓属
垂枝藓属（学名：Rhytidium）是塔藓科的一属。

## 下属物种
本属包括以下物种：
- 垂枝藓 Rhytidium rugosum Kindberg, 1883